# Agostino Rochi
Agostino Rochi detto Botto (Belforte, 7 febbraio 1780 – 18..) è stato un fantino italiano.
Era fratello di un altro fantino: Giuseppe Rochi detto Fratello di Botto, che corse un solo palio, nel 1809 per il Bruco, senza affermarsi.

## Carriera
Botto iniziò la propria carriera al Palio con tre partecipazioni, senza vittorie, alle carriere dell'Assunta del 1796 (correndo per la Chiocciola), del 1797 (per la Giraffa) e del 1798 (per l'Aquila). 
Malgrado alcune fonti lo riportino presente anche alla carriera dell'agosto 1799 (con la Civetta), a entrambi i Palii del 1800 (ambedue con la Giraffa) e alla carriera del luglio 1806 (con la Tartuca), la quarta partecipazione documentata di Botto risale solo al Palio del 3 luglio 1807, di nuovo col giubbetto giraffino.
La carriera era stata rinviata di un giorno per la pioggia caduta il 2, ma il tufo non doveva essersi completamente asciugato se, al secondo giro, i cavalli della Lupa e della Selva scivolarono sulla pista. Piaccina, fantino della Chiocciola, passò in testa, ma Botto, che lo tallonava, lo superò prontamente e concluse in prima posizione il Palio.
La vittoria di Botto aprì alla Giraffa la strada per il suo primo cappotto, che avrebbe conquistato aggiudicandosi anche la carriera di agosto del medesimo anno con Mattiaccio.
Quella del luglio 1807 fu la prima e unica vittoria di Botto al Palio di Siena. Corse altre quindici volte, chiudendo la propria carriera con il Drago al Palio straordinario (indetto per la visita a Siena dell'imperatore d'Austria Francesco I) del 30 marzo 1819.

## Presenze al Palio di Siena
Le vittorie sono evidenziate ed indicate in neretto.
| Palio          | Contrada   | Cavallo                | Note   |
| -------------- | ---------- | ---------------------- | ------ |
| 16 agosto 1796 | Chiocciola | Baio di L. Cappelli    |        |
| 16 agosto 1797 | Giraffa    | Baio di F. Di Grazia   |        |
| 16 agosto 1798 | Aquila     | Morello di F. Calci    |        |
| 3 luglio 1807  | Giraffa    | Sauro di B. Ricci      |        |
| 16 agosto 1807 | Selva      | Sauro di B. Ricci      |        |
| 16 agosto 1808 | Nicchio    | Baio di G. Burroni     |        |
| 2 luglio 1809  | Bruco      | Baio di B. Neri        |        |
| 16 agosto 1809 | Selva      | Morello di P. Croci    |        |
| 16 agosto 1811 | Giraffa    | Baio di L. Radicchi    |        |
| 16 agosto 1812 | Torre      | Morello di G. Batazzi  |        |
| 16 agosto 1813 | Giraffa    | Morello di A. Bardotti |        |
| 2 luglio 1814  | Onda       | Baio di D. Bruttini    |        |
| 17 agosto 1814 | Civetta    | Baio di G. Bernardi    |        |
| 16 agosto 1816 | Drago      | Baio di A. Ninci       |        |
| 2 luglio 1817  | Istrice    | Grigio di L. Bologni   |        |
| 17 agosto 1817 | Torre      | Baio di A. Fedeli      |        |
| 2 luglio 1818  | Torre      | Morello di B. Salviati |        |
| 16 agosto 1818 | Istrice    | Grigio di D. Rossi     |        |
| 30 marzo 1819  | Drago      | Baio di D. Bruttini    | scosso |